# Michel Hostettler
Pour les articles homonymes, voir Hostettler.
Michel Hostettler, né le 24 avril 1940 à Avenches, est un compositeur suisse.

## Biographie
Originaire d’Avenches et Guggisberg, fils de Jean, électricien, et d’Anne-Marie, née Doleires, infirmière, Michel Hostettler épouse en 1968 Nicole Mercier, claveciniste. Leur fille, Ariane (1971), est rythmicienne et professeur de piano ; Jacques (1974), est percussionniste et marimbiste de l'ensemble Tchiki Duo.
Michel Hostettler étudie dès 1956 à Lausanne (École normale et Conservatoire). En 1960, il obtient son brevet d’instituteur et en 1968, celui de maître de musique. Il poursuit sa formation musicale à Genève, auprès de Bernard Reichel pour la composition, et d'André-François Marescotti pour l'orchestration. Dès 1966, il enseigne la musique au collège de Montreux dont il dirige le Petit Chœur, et, dès la fin des années 1970, à l'École normale et au Gymnase de Burier.
En 1962, il crée la Maîtrise de la Jeunesse protestante, sous l’égide de l’Église évangélique réformée du canton de Vaud. Cet ensemble, devenu indépendant en 1977, a subsisté jusqu'en 1981 sous le nom de Groupe vocal Michel Hostettler.
En 1983, il compose la musique du film « L'Allégement », de Marcel Schüpbach. Son catalogue comporte de nombreuses pages chorales, profanes et sacrées, dont les cantates « Surge, illuminare » (création à Montreux en 1985) et « Beati » (création à Romainmôtier en 1989). En collaboration avec Henri Debluë, il est l'auteur d'une légende musicale en forme d'opéra, « Lo Scex que plliau », créée à Montreux en 1982 dans une mise en scène de François Rochaix. La « Petite saga de Brent », sur un texte de Henri Debluë, date de 1986.
Michel Hostettler est l'auteur de nombreuses pièces pour chœur d'enfants. Par ailleurs, son œuvre comprend de la musique de chambre pour diverses formations ainsi que des pages pour orchestre, dont une « Petite Suite » (créée à Bruxelles en 1985 par l'Orchestre des collèges lausannois dirigé par Jacques Pache), « Sphères », œuvre pour cordes créée par l'Orchestre de chambre de Berne en 1988 puis reprise en juin 1991 par l'Orchestre de chambre de Lausanne, et « Diptyque » pour violon et orchestre (commande de la Radio suisse romande), créé à Sion en août 1991 dans le cadre du Festival international de musique Tibor Varga. « Phylactère » est dédié au quatuor Chrysostome, tandis qu'un quatuor pour cordes (commande de Pro Helvetia) est dédié au Quatuor Sine Nomine qui en exécuta la première mondiale à Saint-Pétersbourg en juin 1993.
Michel Hostettler est, avec Jean-François Bovard et Jost Meier, l'un des trois compositeurs de la Fête des Vignerons 1999 à Vevey.

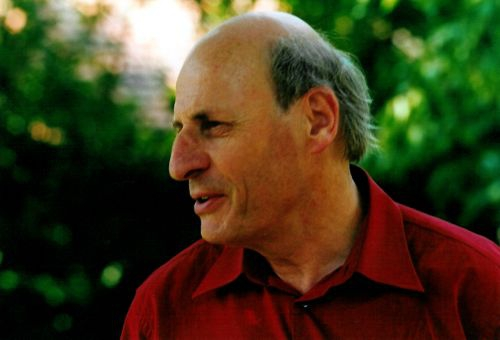
Michel Hostettler, compositeur de musique

Parmi ses œuvres récentes, on relève le « Champ des étoiles » pour marimba (2003, dédié à son fils), « Spirale » pour soprano et quatuor à cordes (2003), « Concertino » pour flûte et orchestre à cordes (2005, dédié à Irène Gaudibert), « La petite danseuse et la marionnette », pour récitant et petit orchestre : 3 flûtes, 3 clarinettes, percussion, harpe et quintette à cordes (2005), « Trio » pour violon, violoncelle et marimba (2006), une cantate, « Naissance de la lumière » sur un poème de François Debluë (2007), « Trio » pour violon, viola et violoncelle (2009), « Psaume 137 » pour baryton, chœur de femmes, violon et orgue (2012), « Le rossignol et l'empereur » d'après Hans Christian Andersen, opéra pour baryton, alto, chœur d'enfants et petit orchestre, créé à Vevey en 2012. « Automnales » pour quatuor de violoncelles (2013) ; Sortilèges pour deux marimbas, tam et crotales (2013, dédié à Chiki-Duo) ; « Fantaisie » pour cor et orchestre (2014, dédiée à Rachel Gabioud) ; « Sonatine » pour violoncelle et contrebasse (2014, dédié à Mary Elliott et Sylvia Minkova) ; « Fantaisie orphique » pour flûte, alto et harpe (2015). « Nocturne », dédié au quatuor Stuller, a été créé à Sion le 30 septembre 2018.
Le compositeur a été honoré du « Grand Prix de Musique » décerné par la Fondation vaudoise pour la création artistique (1987). En novembre 2015, à Aigle, trois jours de festivités musicales auxquelles collaborent une dizaine de chœurs, célèbrent les 75 ans du musicien. Ses archives ont été données à la Bibliothèque cantonale et universitaire de Lausanne.

## Sources
- « Michel Hostettler », sur la base de données des personnalités vaudoises sur la plateforme « Patrinum » de la Bibliothèque cantonale et universitaire de Lausanne.
- Archives musicales, Bibliothèque cantonale et universitaire - Lausanne, Fonds Michel Hostettler.